# Simon Dupree and the Big Sound
Simon Dupree and the Big Sound était un groupe pop britannique formé par trois frères, Derek (chant), Phil (chant, saxophone, trompette) et Ray Shulman (guitare, violon, trompette, chant). Il se dissout en 1969; les trois frères Shulman fondèrent alors le groupe rock progressif Gentle Giant.

## Histoire
Au début des années 1960, Derek et Ray Shulman formèrent un groupe à tendance rhythm and blues. Phil Shulman, à la base leur manager, intégra lui aussi la formation. En 1966, Le groupe, initialement nommé « The Howling Wolves », ensuite nommé « The Road Runners », décida officiellement de prendre pour nom « Simon Dupree and the Big Sound » et s'orienta vers un style plus soul/pop. Derek, en tant que chanteur et leader, prit le pseudonyme de Simon Dupree. Son frère Phil jouait du saxophone et de la trompette tandis que le cadet, Ray, jouait de la guitare et du violon. Le reste du groupe était composé de Peter O'Flaherty (basse) (né le 8 mai 1944 à Gosport, Hampshire), Eric Hine (claviers) (né Eric Raymond Lewis Hines, le 4 septembre 1944 à Portsmouth, Hampshire), et Tony Ransley (batterie) (né Anthony John Ransley, le 17 mai 1944, à Portsmouth, Hampshire). "Simon Dupree and the Big Sound" est né au cours de leur recherche d'un nom original On peut noter une brève participation de Reginald Kenneth Dwight, futur Elton John, au groupe en tant que pianiste en 1967,.
Après avoir signé chez EMI, Simon Dupree and the Big Sound sortit plusieurs singles qui n'engrangèrent que peu de succès. À la suite des pressions de leur management et de leur maison de production, ils prirent une tournure plus psychédélique avec Kites (et l'album Without Reservation un an plus tard), un single qui intégra le Top 10 britannique en automne 1967. Ce succès ne fit que frustrer les frères Shulman qui se considéraient comme des chanteurs soul et qui trouvaient très hypocrite ce changement de style. Derek qualifia plus tard Kites de « Utter Shit » (« Merde totale »).
Un pianiste alors inconnu du nom de Reginald Dwight a été embauché pour remplacer Eric Hine malade et il les a rejoints lors d'une tournée en 1967 en Écosse. On lui a demandé de rester et il a failli être recruté comme membre permanent. Ils ont poliment rejeté la possibilité d'enregistrer l'une de ses compositions (bien qu'ils aient finalement enregistré "I'm Going Home" comme face B de leur dernier single (contractuellement obligé), et ils ont ri quand il leur a dit qu'il adoptait le nom de scène d'Elton John. Le 5 avril 1968, Simon Dupree & the Big Sound sont apparus aux côtés d'Amen Corner, Gene Pitney, Don Partridge et Status Quo à l'Odeon Theatre, Lewisham, Londres, le premier soir dans le cadre d'un spectacle deux fois par soir. Au début de 1969, ils ont été approchés pour se produire à l'école polytechnique de Lanchester à Coventry, mais ne se sont pas présentés. Leur première partie, Raymond Froggatt, a joué toute la soirée.
L'opinion des frères s'en trouva confirmée par les échecs successifs des singles suivant Kites. Cherchant à s'éloigner de l'image que le public s'était fait du groupe, ils sortirent un double single à la fin de l'année 1968 sous le nom "The Moles" : We are the Moles (parts 1 & 2). Une rumeur stipulait alors que The Moles n'était en réalité qu'un nouveau pseudonyme des Beatles, avec Ringo Starr pour chanteur. Syd Barrett, leader de Pink Floyd, dévoila finalement le fait que sous cette appellation se cachait Simon Dupree and the Big Sound,. En 1969, les frères finirent par dissoudre le groupe et formèrent Gentle Giant.

## Discographie

### Albums
- Without Reservations (1969 Parlophone PMC 7029 or PCS 7029) - UK #39
- Amen (compilation: 1982, See for Miles/Charly CM 109)
- Part Of My Past (compilation: 2004)

,

### Singles
- "I See the Light" / "It Is Finished" (1966 Parlophone R 5542)
- "Reservations" / "You Need A Man" (1967 Parlophone R 5574)
- "Day Time, Night Time" / "I've Seen It All Before" (1967 Parlophone R 5594)
- "Kites" / "Like The Sun Like The Fire" (1967 Parlophone R 5646) - UK #9
- "For Whom the Bells Toll" / "Sleep" (1968 Parlophone R 5670) - Royaume-Uni #43
- "Part Of My Past" / "This Story Never Ends" (1968 Parlophone R 5697)
- "Thinking About My Life" / "Velvet and Lace" (1968 Parlophone R 5727)
- "Broken Hearted Pirates" / "She Gave Me The Sun" (1969 Parlophone R 5757)
- "The Eagle Flies Tonight" / "Give It All Back" (1969 Parlophone R 5816)

,